# Josh Turner
Joshua Otis Turner (* 20. listopadu 1977 Hannah, Jižní Karolína) je americký zpěvák zpívající v žánru country a gospel. Je to také herec.

## Diskografie

### Studiová alba
- Long Black Train (2003)
- Your Man (2006)
- Everything Is Fine (2007)
- Haywire (2010)
- Punching Bag (2012)
- Deep South (2017)
- I Serve a Savior (2018)

## Osobní život
Turner má jednoho bratra a jednu sestru. Je to zapřisáhlý křesťan.

## Herectví
Turner hrál roli George Beverlyho Shea ve filmu Billy: The Early Years – ten pojednává o evangelistovi Billu Grahamovi. Byl natočen roku 2008.